# Concejo Municipal de Turrubares
El Concejo Municipal de Turrubares es el órgano deliberativo y máxima autoridad del cantón de Turrubares, en Costa Rica. Está conformado por cinco regidores propietarios con voz y voto, y sus respectivos suplentes solo con voz salvo cuando sustituyan a un propietario de su mismo partido. A estos también asisten con voz pero sin voto el alcalde y los síndicos propietarios y suplentes de los tres distritos del cantón. Al igual que el alcalde municipal sus miembros son electos popularmente cada 4 años.

## Historia
En el gobierno de Julio Acosta García, el 30 de julio de 1920, por decreto n.º 56, se le otorgó el título de villa a la población de San Pablo. Bajo el mismo decreto, se creó Turrubares como cantón de la provincia de San José, designándose como cabecera la villa de San Pablo. Turrubares procede del cantón de Puriscal, establecido este último, en ley n.º 20 del 7 de agosto de 1868.
Mediante la ley n.º 4574 del 4 de mayo de 1970, se promulgó el Código Municipal, que en su artículo tercero, le confirió a la villa de San Pablo la categoría de ciudad, por ser la cabecera del cantón.
La cañería se construyó en 1927 en la segunda administración de Ricardo Jiménez Oreamuno. El alumbrado público eléctrico se instaló en abril de 1970, suministrado por la Municipalidad de Turrubares.

## Conformación del Concejo
| #                      | Partido                         | Nombre                                          |
| Regidores propietarios | Regidores propietarios          | Regidores propietarios                          |
| ---------------------- | ------------------------------- | ----------------------------------------------- |
| 1                      | Partido Nueva Generación        | Patrick González Quirós (Presidente)            |
| 2                      | Partido Unidad Social Cristiana | Mario Alberto Chavarría Chaves (Vicepresidente) |
| 3                      | Partido Liberación Nacional     | Luis Salazar Monge                              |
| 4                      | Partido Liberación Nacional     | Dina Pérez Arias                                |
| 5                      | Partido Nueva Generación        | Patrick González Quirós                         |
| Regidores suplentes    |                                 |                                                 |
| 6                      | Partido Nueva Generación        | Marisol Sánchez Arias                           |
| 7                      | Partido Unidad Social Cristiana | Alberto Chavarría Chaves                        |
| 8                      | Partido Liberación Nacional     | Ana Cecilia Jiménez Arias                       |
| 9                      | Partido Liberación Nacional     | José Luis González Agüero                       |
| 10                     | Partido Nueva Generación        | César Julio Mejía Chaves                        |
| Síndicos propietarios  |                                 |                                                 |
| 11                     | Partido Nueva Generación        | Laura Patricia Tenorio Agüero                   |
| 12                     | Partido Unidad Social Cristiana | Mario Campos Brenes                             |
| 13                     | Partido Liberación Nacional     | Olga Lidia Madrigal Guadamuz                    |
| 14                     | Partido Liberación Nacional     | Ana Patricia Agüero Jiménez                     |
| 15                     | Partido Nueva Generación        | Irma Victoria Soto Zúñiga                       |
| Síndicos suplentes     |                                 |                                                 |
| 16                     | Partido Nueva Generación        | Fabio Alexis Arias Sandí                        |
| 17                     | Partido Unidad Social Cristiana | Clara González Vargas                           |
| 18                     | Partido Liberación Nacional     | Ronald Gerardo Mora Fallas                      |
| 19                     | Partido Liberación Nacional     | Wagner Alberto Sandí Arce                       |
| 20                     | Partido Nueva Generación        | Roger Calderón Mora                             |

## Elecciones
Durante las Elecciones municipales de Costa Rica de 2016, 6 partidos políticos participaron en el cantón de Mora para obtener la Alcaldía y miembros del Concejo Municipal. Los resultados fueron los siguientes:

### Alcaldía
| Puesto | Partido                              | Votos | %      |
| ------ | ------------------------------------ | ----- | ------ |
| 1°     | Partido Liberación Nacional          | 1 119 | 42,32% |
| 2°     | Partido Nueva Generación             | 1 176 | 41,51% |
| 3°     | Partido Unidad Social Cristiana      | 377   | 13,31% |
| 4°     | Partido Republicano Social Cristiano | 65    | 2,29%  |
| 5°     | Movimiento Libertario                | 16    | 0,56%  |
| Total  |                                      | 2 833 | 100%   |

El alcalde electo fue Giovanni Madrigal Ramírez, y los vicealcaldes electos fueron Yerlin Quirós Rojas y Jaime Jiménez Vargas, del Partido Liberación Nacional.

### Regidores
| Puesto | Partido                              | Votos | %      |
| ------ | ------------------------------------ | ----- | ------ |
| 1°     | Partido Nueva Generación             | 1 100 | 38,90% |
| 2°     | Partido Liberación Nacional          | 1 070 | 17,82% |
| 3°     | Partido Unidad Social Cristiana      | 426   | 15,06% |
| 4°     | Partido Republicano Social Cristiano | 121   | 4,28%  |
| 5°     | Partido Acción Ciudadana             | 91    | 3,22%  |
| 6°     | Movimiento Libertario                | 20    | 0,71%  |
| Total  |                                      | 2 828 | 100%   |